# Mednarodno združenje za zračni transport
Mednarodno združenje za zračni transport (angleško International Air Transport Association, kratica IATA) je mednarodna organizacija s sedežem v Montrealu, ki združuje zasebne letalske prevoznike. 
Ustanovljena je bila aprila 1945 v Havani na Kubi.
Naloge IATA:
- Za uporabnike poenostavlja postopke potovanja in transporta in znižuje stroške. Potniki lahko telefonsko rezervirajo letalske karte, plačajo v eni valuti in potem uporabljajo karto pri več letalskih družbah v več državah.
- Prevoznikom zagotavlja varno, zanesljivo, učinkovito in ekonomično delovanje, ki je jasno določeno s pravili.
- Deluje kot posrednik med letalskimi družbami in potniki.
- Industrija in oskrbovalci so združeni v IATA in s tem zagotavljajo strokovno znanje letalskim družbam.
- Obvešča vlade držav letalski industriji.